# Natsumi Yanase
Natsumi Yanase (やなせ なつみ?, Yanase Natsumi; Tokyo, 10 maggio 1971) è una doppiatrice e attrice giapponese.
È nota anche con lo pseudonimo di Izumi Maki (まきいづみ?, Maki Izumi) nel doppiaggio di visual novel. Il suo precedente nome d'arte era invece Hiromi Yanase (柳瀬 洋美?, Yanase Hiromi).

## Ruoli interpretati

### Anime
- Da Capo II (Akane Hanasaki)
- Debutante Detective Corps (Yōko Ryūzaki)
- Ef - a tale of memories (Chihiro Shindō)
- Hanaukyo Maid Team (Yuki Morino)
- Lamune (Tae Isawa)
- Little Busters! (Komari Kamikita)
- Maji de Watashi ni Koi Shinasai! (Tatsuko Itagaki)
- Soul Link (Nanami Inatsuki)
- Underbar Summer (Konami Hatano)

### Videogiochi
- Underbar Summer (Konami Hatano)
- Atelier Iris: Eternal Mana (Norn)
- Atelier Iris 2: The Azoth of Destiny (Fee)
- Atelier Iris 3: Grand Phantasm (Nell Ellis)
- Battle Arena Toshinden 3 (Cuiling)
- Da Capo II (Akane Hanasaki)
- ef - a fairy tale of the two (Chihiro Shindō)
- Full Metal Daemon: Muramasa (Sakurako Okabe, Konatsu Kurusuno)
- Grisaia no Kajitsu (Chizuru Tachibana)
- Haru no Ashioto (Yuzuki Kaede)
- Heart de roommate (Tomoe Katsuragi)
- Hoshiuta (Yurika Amamiya)
- I/O (Ea)
- Island Days (Kokoro Katsura)
- Lamune (Tae Isawa)
- Little Busters! (Komari Kamikita)
- Logos Panic
- Love & Destroy (LuLu, Senpai)
- Maji de Watashi ni Koi Shinasai! (Tatsuko Itagaki)
- Moe! Ninja Girls RPG (Waka Kyogoku)[2]
- Narcissu: Side 2nd (Himeko)
- Rapelay (Manaka Kiryū)
- Riviera: The Promised Land (Fia)
- Sakura Sakura (Nanako Sakura)
- SkyGunner (Poulet)
- Strip Battle Days (Kokoro Katsura) (credited as "Izumi Maki")
- Valkyrie Profile (Nanami, Lemia)
- Tintin: Destination Adventure (Tin Tin)

### Dorama
- Kyuukyoku Parodius (Tako A)